# 市原稔
市原 稔（いちはら みのる、1947年3月11日 - ）は、千葉県千葉市花見川区出身の元プロ野球選手（内野手）・コーチ、プロ野球交渉代理人。
同じく元プロ野球選手の市原圭は実子。

## 経歴
千葉東高校から早稲田大学を経て、1968年のドラフト外で南海ホークスに入団。早大では教員を目指していたことから、野球部を入部後間もなく、学業と野球部の両立が難しいことを先輩部員から告げられて退部し、母校を指導していた。その後、教員試験に失敗したことから南海の入団テストを受験したが、この時は獲得してもらうために年齢をごまかして受験していたという。
1年目の1969年は7月26日の近鉄戦（大阪）で9回表に小池兼司に代わる遊撃手（守備機会2、失策1）として初出場を果たすが、自身最初で最後の出場となる。1970年引退。
引退後は野村克也選手兼任監督から英会話能力を見込まれ、ドン・ブレイザーヘッドコーチや外国人選手の通訳として球団に残留。その後は広報やマネージャーも兼務するが、通訳を務めていた頃の活躍が早大合格と野球部退部、南海へのテスト入団、通訳転向までの経緯を交えて水島新司の漫画『あぶさん』で描かれており、単行本第8集に収められている。その中では、唯一の公式戦出場がNHKでの全国テレビ中継であったことも含めて、同期の藤原満による回想という形で描かれている。市原は後に「現役生活は1軍出場1試合のみ。そんな私の入団から引退、フロントになっていく過程を水島先生に『あぶさん』の中で紹介してもらった。うれしかったよ。南海のキャンプ地まで来て取材されていたからなぁ」と振り返っている。
南海退団後は監督に就任したブレイザーに招聘され、阪神タイガース一軍守備・走塁伝達コーチ（1979年 - 1980年）を務めた。ブレイザーが南海に監督として復帰すると市原も復帰し、一軍守備・走塁コーチ（1981年）→一軍ベースコーチ兼守備コーチ（1982年）を務めた。ブレイザー退任後も二軍コーチ補佐（1984年）→二軍コーチ兼通訳（1985年）を務め、南海退団後の1986年には近鉄編成部へ移籍。渉外担当としてハーマン・リベラ、クリス・ドネルス、タフィ・ローズ、フィル・クラークなど多くの外国人選手の入団に貢献し、ボストン・レッドソックスとの交流から同球団からの獲得ルートを作り上げ、2003年退団。
近鉄退団後は巨人編成部調査担当（2004年-2005年）を経て、プロ野球交渉代理人として活動。2010年、代理人を担当する大阪商業大学捕手の山村裕也（現:NPB審判員）がフィラデルフィア・フィリーズとマイナー契約すると報道されたが、後に白紙撤回となった。

## 詳細情報

### 年度別打撃成績
| 年 度     | 球 団     | 試 合 | 打 席 | 打 数 | 得 点 | 安 打 | 二 塁 打 | 三 塁 打 | 本 塁 打 | 塁 打 | 打 点 | 盗 塁 | 盗 塁 死 | 犠 打 | 犠 飛 | 四 球 | 敬 遠 | 死 球 | 三 振 | 併 殺 打 | 打 率 | 出 塁 率 | 長 打 率 | O P S |
| --------- | --------- | ----- | ----- | ----- | ----- | ----- | -------- | -------- | -------- | ----- | ----- | ----- | -------- | ----- | ----- | ----- | ----- | ----- | ----- | -------- | ----- | -------- | -------- | ----- |
| 1969      | 南海      | 1     | 0     | 0     | 0     | 0     | 0        | 0        | 0        | 0     | 0     | 0     | 0        | 0     | 0     | 0     | 0     | 0     | 0     | 0        | ----  | ----     | ----     | ----  |
| 通算：1年 | 通算：1年 | 1     | 0     | 0     | 0     | 0     | 0        | 0        | 0        | 0     | 0     | 0     | 0        | 0     | 0     | 0     | 0     | 0     | 0     | 0        | ----  | ----     | ----     | ----  |

### 記録
- 初出場：1969年7月26日 対近鉄バファローズ13回戦（大阪球場）、9回表に小池兼司に代わって遊撃手（1失策）

### 背番号
- 68 （1969年 - 1970年）
- 84 （1979年 - 1980年）
- 75 （1981年 - 1982年）
- 88 （1984年 - 1985年）